# Школа (представа)
Школа је позоришна представа коју је режирао Даријан Михајловић према тексту Јасминке Петровић који је адаптирао Стево Копривица.
Премијерно приказивање било је 9. маја 2018. године у позоришту ДАДОВ.
Комад је заснован на основу мотива истоимене књиге.

## Радња
Представа на комичан начин говори о животу ђака као и проблемима ђака и учитеља.
Ђаци су приказани кроз карактерне ликове (улизица, штребер, уметник) а сучељавања ликова са учитељима и школским особљем доводи до низа комичних ситуација.

## Улоге
| Лица | Глумци               |
| ---- | -------------------- |
|      | Теодора Миклушев     |
|      | Илија Марковић       |
|      | Наташа Ђурић         |
|      | Тамара Младеновић    |
|      | Ђорђе Мишина         |
|      | Матија Брнабић       |
|      | Ана Марија Милаћевић |
|      | Јанко Ковачевић      |
|      | Маја Шумоња          |
|      | Христина Татић       |
|      | Огњен Драговић       |
|      | Никола Милошевић     |
|      | Урош Раковић         |
|      | Сара Хабаш           |
|      | Јана Недељковић      |
|      | Сара Павловић        |
|      | Мина Вујичић         |
|      | Јана Срећковић       |
|      | Јана Мартинов        |
|      | Тихомир Никитовић    |
|      | Матеа Трифуновић     |
|      | Јана Рокић           |
|      | Драгана Јаковљевић   |
|      | Огњен Иванов         |
|      | Ања Ђурић            |
|      | Данијела Стојиљковић |
|      | Матеј Китановски     |
|      | Нина Недић           |
|      | Никола Брун          |
|      | Оља Николић          |
|      | Василије Вулићевић   |
|      | Алекса Јовановић     |
|      | Влада Папрић         |
|      | Милица Стошић        |
|      | Милан Васиљевић      |

## Галерија
- Фотографија са извођења представе
- Фотографија са извођења представе
- Фотографија са извођења представе
- Фотографија са извођења представе
- Фотографија са извођења представе
- Фотографија са извођења представе
- Фотографија са извођења представе
- Фотографија са извођења представе
- Фотографија са извођења представе
- Фотографија са извођења представе
- Фотографија са извођења представе
- Фотографија са извођења представе
- Фотографија са извођења представе
- Фотографија са извођења представе
- Фотографија са извођења представе
- Фотографија са извођења представе
- Фотографија са извођења представе
- Фотографија са извођења представе
- Фотографија са извођења представе
- Фотографија са извођења представе
- Фотографија са извођења представе